# روبرت ريكيتش
روبرت ريكيتش (بالكرواتية: Robert Rikić) مواليد 29 أبريل 1990 في موستار، جمهورية البوسنة والهرسك الاشتراكية، هو لاعب كرة سلة كرواتي. بدأ مسيرته الاحترافية في سنة 2008. يحمل الرقم 33.

## المسيرة الاحترافية
لعب مع نادي زغرب لكرة السلة من سنة 2008 إلى 2012، ثم لعب مع نادي بودوشنوست لكرة السلة من سنة 2014 إلى 2016، ثم لعب مع نادي إيجوكيا لكرة السلة في سنة 2016.

## روابط خارجية
- روبرت ريكيتش على موقع الاتحاد الدولي لكرة السلة (الإنجليزية)
- روبرت ريكيتش على موقع الدوري الأوروبي لكرة السلة (الإنجليزية)
- روبرت ريكيتش على موقع كرة السلة الأوروبية.كوم (الإنجليزية)
- روبرت ريكيتش على موقع ريلجم (الإنجليزية)
- روبرت ريكيتش على موقع بروبوليرز (الإنجليزية)
- روبرت ريكيتش على موقع سبورتس رفرنس (الإنجليزية)